# 林谷同
林谷同（英文名：Audi，1955年—），現任邦貴會計師事務所會計師、台北市政府市政顧問、台睿生物科技董事及元晶太陽能科技的獨立董事 ，畢業於政治大學會計學系、美國田納西大學企管碩士，於就讀國立政治大學時參加劍道社，喜歡書法、劍道、太極、高爾夫、爬山、騎自行車等。曾任台北市會計師公會理事長、台北市稅務代理人協會理事長，在擔任台北市會計師公會理事長期間，有經歷記帳士法立法及會計師法修法，2009年擔任勤業眾信聯合會計師事務所董事長，2014年擔任國際扶輪地區總監。

## 扶輪經歷
- 1991年5月24日 加入台北雙溪扶輪社
- 2004－2005年 擔任雙溪扶輪社第十四屆社長
- 2005－2006年 3520地區第十分區助理總監
- 2014－2015年 擔任國際扶輪第3520地區地區總監[7]
- 2018－2020年 擔任台灣扶輪出版暨網路資訊協會監事[8]。

## 外部連結
- 致力肝病防治 國際扶輪捐贈保肝篩檢車 （页面存档备份，存于）
- 總統接見2014年國際扶輪3520地區「扶輪友誼交換計畫」訪問團一行